# West-Cappel
West-Cappel, westflämisch Westkapelle, ist eine französische Gemeinde im Département Nord in der Region Hauts-de-France. Sie gehört zum Arrondissement Dunkerque und zum Kanton Wormhout. Die Bewohner nennen sich West-Cappelois.

## Lage
Die Gemeinde West-Cappel liegt in Französisch-Flandern, 16 Kilometer südöstlich von Dünkirchen und sieben Kilometer westlich der Grenze zu Belgien. Im Süden wird die Gemeinde vom Fluss Yser begrenzt. Umgeben wird West-Cappel von den Gemeinden Warhem im Norden, Rexpoëde im Osten, Bambecque im Südosten, Wormhout im Süden, Wylder im Südwesten sowie Quaëdypre im Westen.

## Bevölkerungsentwicklung
| Jahr                       | 1962 | 1968 | 1975 | 1982 | 1990 | 1999 | 2006 | 2012 | 2021 |
| -------------------------- | ---- | ---- | ---- | ---- | ---- | ---- | ---- | ---- | ---- |
| Einwohner                  | 508  | 453  | 453  | 433  | 497  | 526  | 566  | 570  | 636  |
| Quellen: Cassini und INSEE |      |      |      |      |      |      |      |      |      |

## Sehenswürdigkeiten
- Schloss „Château de la Briarde“, Monument historique
- Kirche Saint-Sylvestre, ebenfalls als Monument historique ausgewiesen
- Soldatenfriedhof

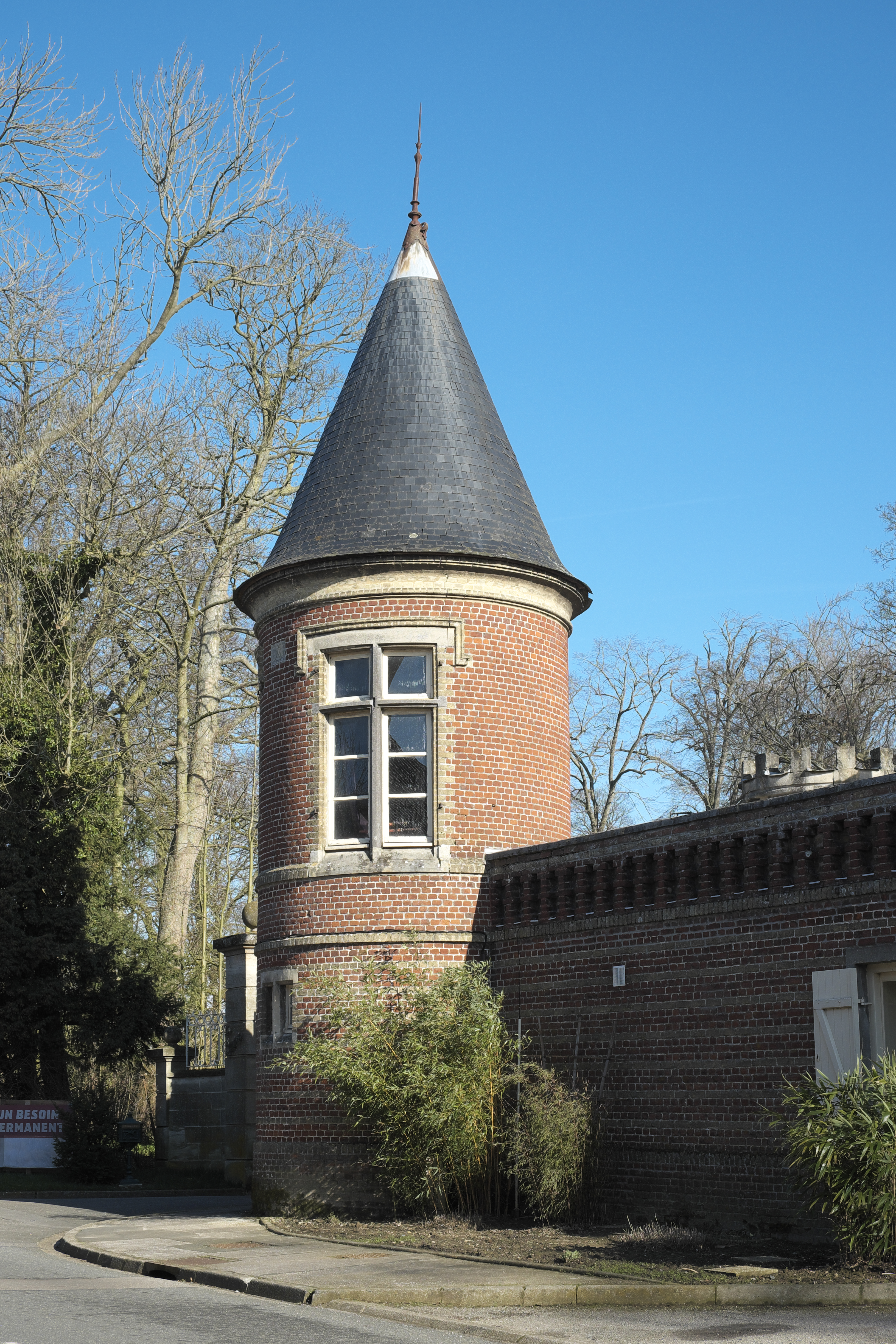
Château de la Briarde
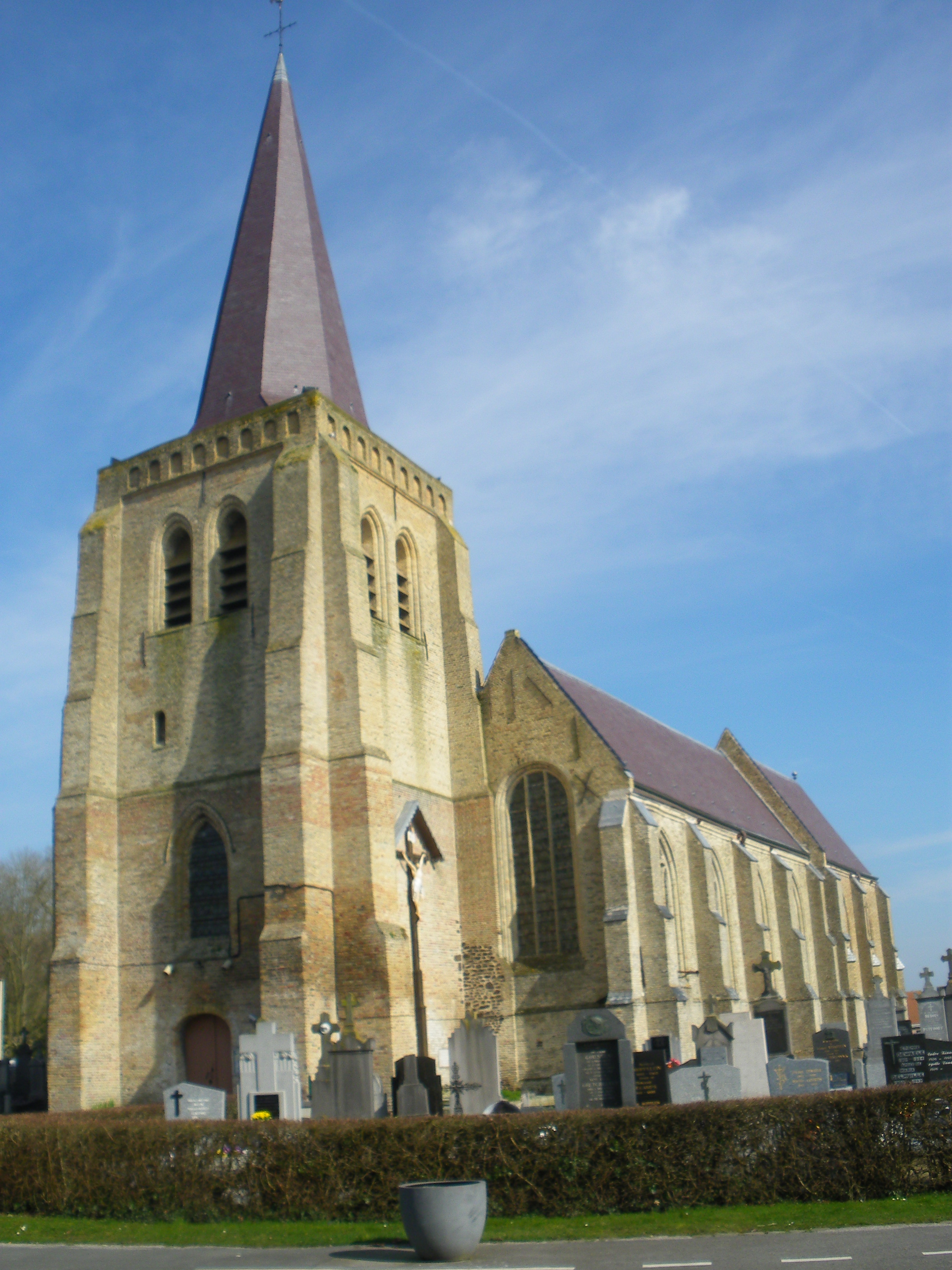
Kirche Saint-Sylvestre
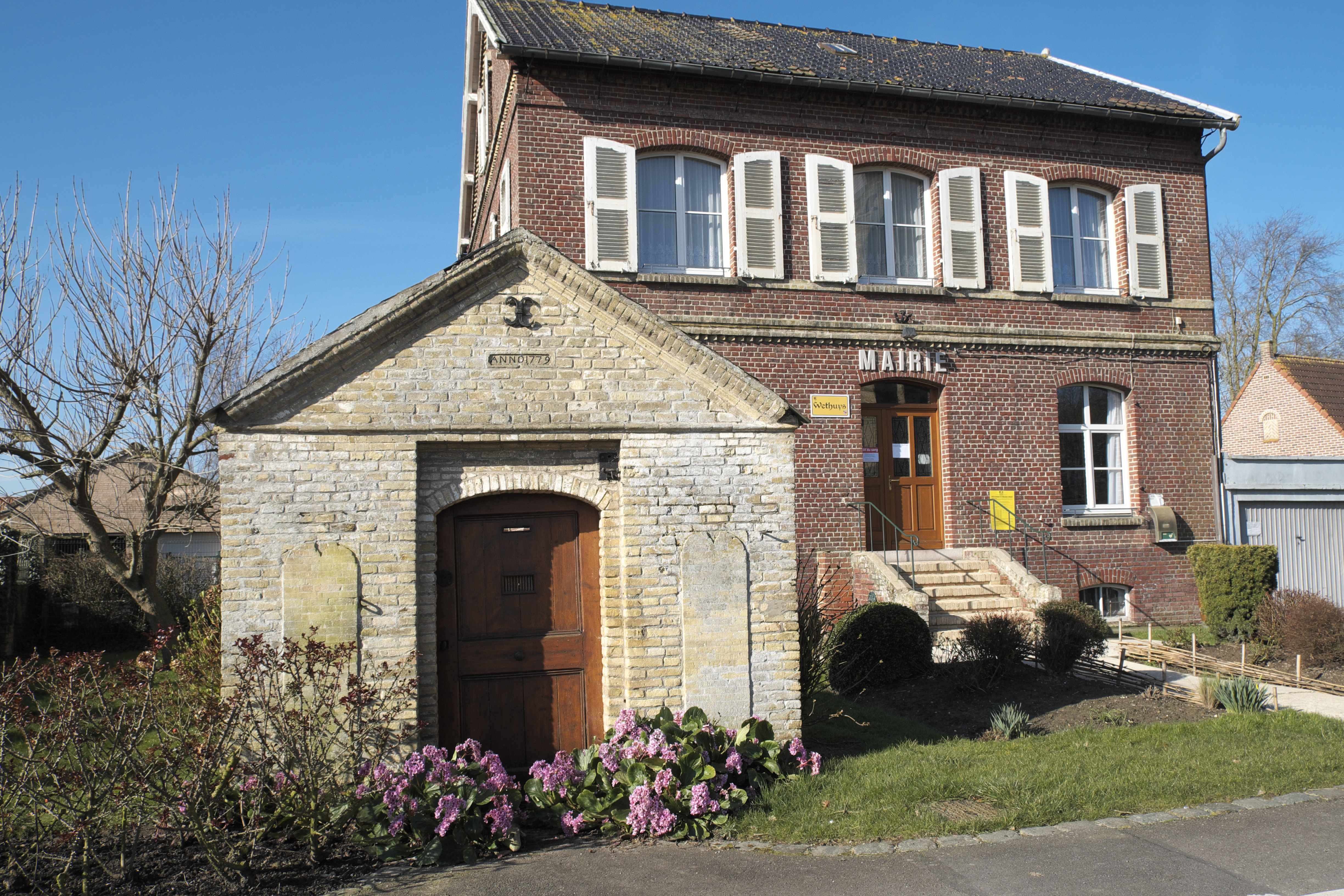
Rathaus (mairie)
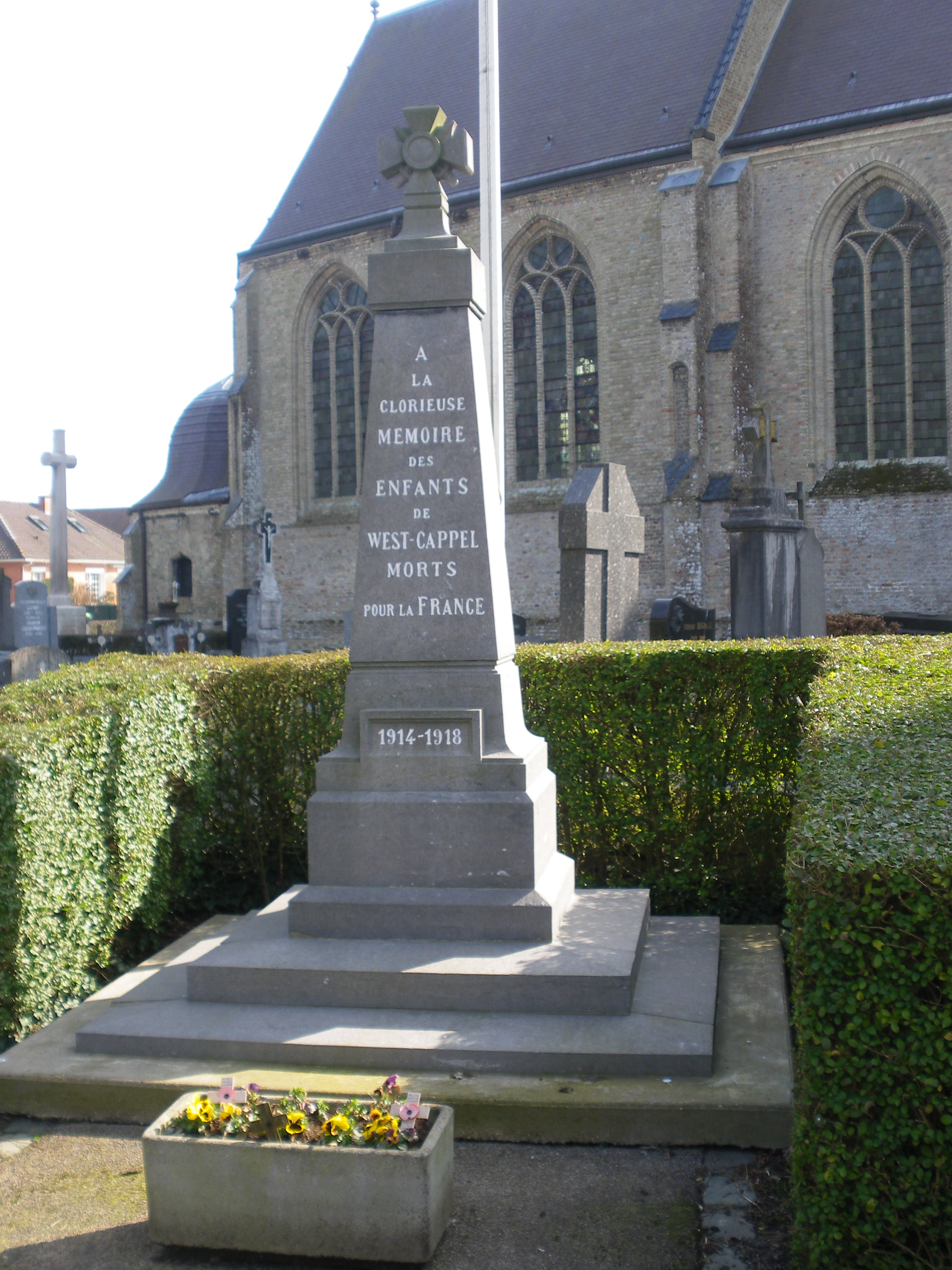
Gefallenendenkmal